# Харамильо Осса, Бернардо
Бернардо Харамильо Осса (исп. Bernardo Jaramillo Ossa) — государственный и политический деятель Колумбии левого толка, был членом Коммунистической партии Колумбии, а в 1987 году стал президентом Патриотического союза Колумбии после гибели Хайме Пардо Леаля. Сторонник ненасильственных средств борьбы и мирного урегулирования гражданской войны в стране, он выдвинул свою кандидатуру в президенты, но пал жертвой политического убийства.

## Биография
Бернардо Харамильо Осса родился 2 сентября 1955 года в семье рабочих в Манисалесе. В 1977 году женился, у пары родилось двое детей. В июне 1981 года он окончил юридический факультет в Университете Кальдаса. В университете Бернардо вступил в ряды коммунистической молодежи Колумбии (Juco), где со временем достиг руководящих позиций. В 1985 году Харамильо Осса присоединился к Патриотическому союзу.
В 1987 году президент Патриотического союза Хайме Пардо Леаль был убит и Харамильо Осса занял его место. Бернардо Харамильо Осса пытался откреститься от обвинений в том, что Патриотический союз является политическим крылом ФАРК. Он стремился привести Патриотический союз в состав Социнтерна (что шутливо сравнивали с «перестройкой») и резко критиковал ФАРК за используемые ими методы борьбы.
В 1990 году Бернардо Харамильо Осса был популярен в Колумбии и являлся кандидатом на должность президента страны. 22 марта 1990 года в политика стрелял киллер из автомата в аэропорту Боготы, Бернардо скончался по дороге в больницу. Это убийство до сих пор не раскрыто: первоначально обвинение было выдвинуто против Пабло Эскобара, но тот отрицал причастность к этому так как Бернардо был противником экстрадиции колумбийских преступников в Соединённые Штаты Америки. Затем, обвинение в убийстве политика было предъявлено Карлосу Кастаньо и его брату Фиделю Кастаньо. Однако, Карлос Кастаньо сделал заявление, что был в курсе того, что Харамильо Осса приговорён к смерти, но сам не отдавал приказ на его убийство.